# Stenasellus agiuranicus
Stenasellus agiuranicus là một loài chân đều trong họ Stenasellidae. Loài này được Chelazzi & Messana miêu tả khoa học năm 1987.